# Connecticut Open 2014
Connecticut Open 2014 (раніше відомий як New Haven Open at Yale) — тенісний турнір, що проходив на відкритих кортах з твердим покриттям. Це був 46-й за ліком Connecticut Open. Належав до серії Premier у рамках Туру WTA 2014. Відбувся в Cullman-Heyman Tennis Center у Нью-Гейвені (США). Тривав з 15 до 23 серпня. 

## Учасниці основної сітки в одиночному розряді

### Сіяні учасниці
| Країна     | Гравчиня             | Рейтинг* | Сіяна |
| ---------- | -------------------- | -------- | ----- |
| Румунія    | Сімона Халеп         | 2        | 1     |
| Чехія      | Петра Квітова        | 4        | 2     |
| Канада     | Ежені Бушар          | 8        | 3     |
| Данія      | Каролін Возняцкі     | 12       | 4     |
| Словаччина | Домініка Цібулкова   | 13       | 5     |
| Італія     | Флавія Пеннетта      | 14       | 6     |
| Італія     | Сара Еррані          | 15       | 7     |
| Іспанія    | Карла Суарес Наварро | 16       | 8     |

- Рейтинг подано станом на 11 серпня 2014

### Інші учасниці
Нижче подано учасниць, що отримали вайлд-кард на вихід в основну сітку:
- Домініка Цібулкова
- Кірстен Фліпкенс
- Андреа Петкович
- Саманта Стосур

Нижче наведено гравчинь, які пробились в основну сітку через стадію кваліфікації:
- Тімеа Бачинскі
- Ірина-Камелія Бегу
- Белінда Бенчич
- Місакі Дой
- Пен Шуай
- Сільвія Солер Еспіноза

Як щасливий лузер в основну сітку потрапили такі гравчині:
- Каролін Гарсія

### Відмовились від участі
До початку турніру
- Карла Суарес Наварро --> її замінила Каролін Гарсія
- Ч Шуай --> її замінила Алісон Ріск

## Учасниці основної сітки в парному розряді

### Сіяні пари
| Країна            | Гравчиня                | Країна    | Гравчиня            | Рейтинг* | Сіяна |
| ----------------- | ----------------------- | --------- | ------------------- | -------- | ----- |
| Зімбабве          | Кара Блек               | Індія     | Саня Мірза          | 11       | 1     |
| Чехія             | Квета Пешке             | Словенія  | Катарина Среботнік  | 17       | 2     |
| Угорщина          | Тімеа Бабош             | Франція   | Крістіна Младенович | 28       | 3     |
| Китайський Тайбей | Чжань Хаоцін            | КНР       | Чжен Цзє            | 40       | 4     |
| Іспанія           | Анабель Медіна Гаррігес | Казахстан | Ярослава Шведова    | 51       | 5     |

- Рейтинг подано станом на 11 серпня 2014

### Інші учасниці
Нижче наведено пари, які отримали вайлдкард на участь в основній сітці:
- Ніколь Гіббс /  Грейс Мін

Наведені нижче пари отримали місце як заміна:
- Алісон Ріск /  Коко Вандевей

### Відмовились від участі
До початку турніру
- Крістіна Младенович (lumbar spine injury)

## Переможниці та фіналістки

### Одиночний розряд
Петра Квітова —  Магдалена Рибарикова, 6–4, 6–2

### Парний розряд
Андрея Клепач /  Сільвія Солер Еспіноза —  Марина Еракович /  Аранча Парра Сантонха, 7–5, 4–6, [10–7]